# 聖家族

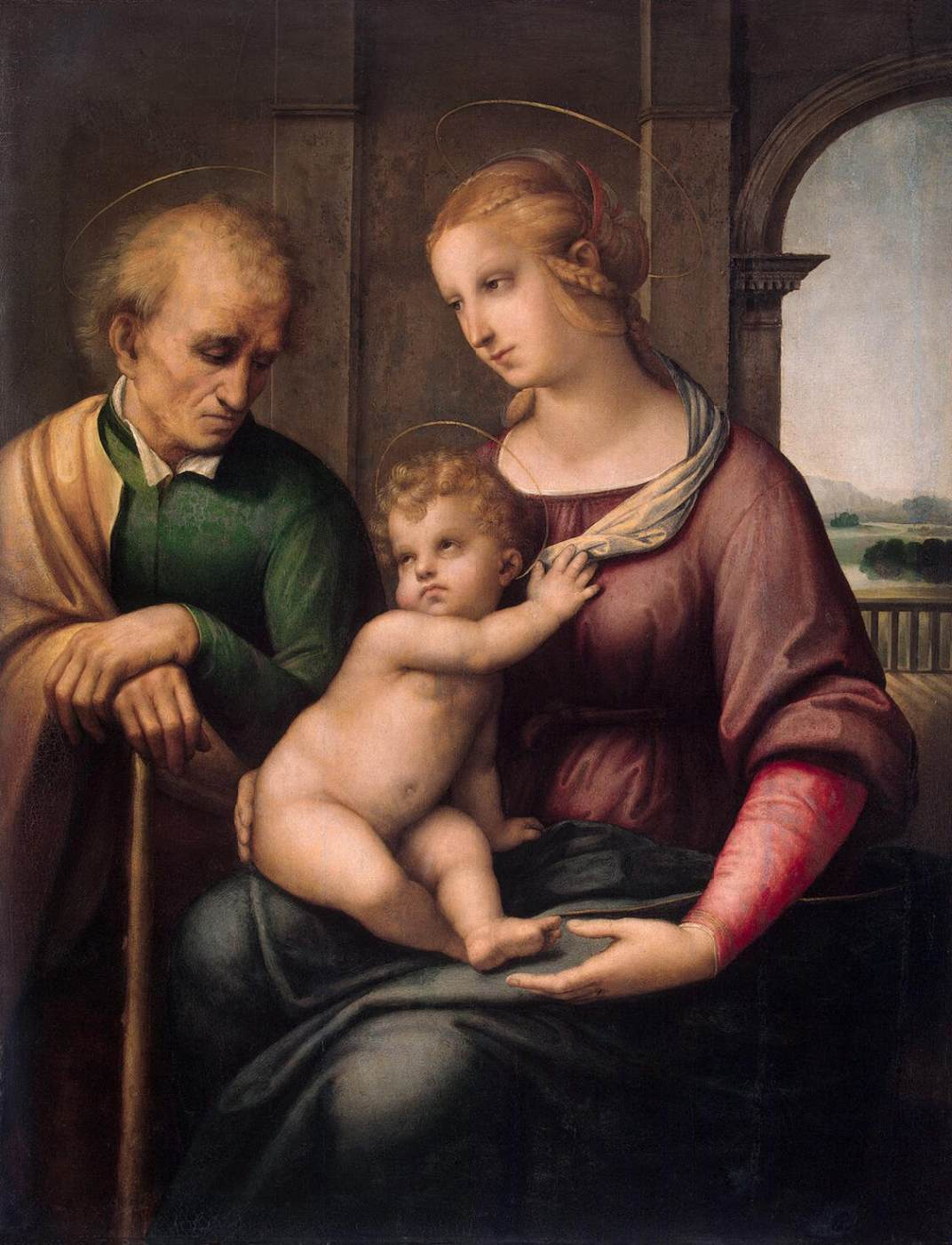
『聖家族』（ラファエロ、1506年、エルミタージュ美術館所蔵）

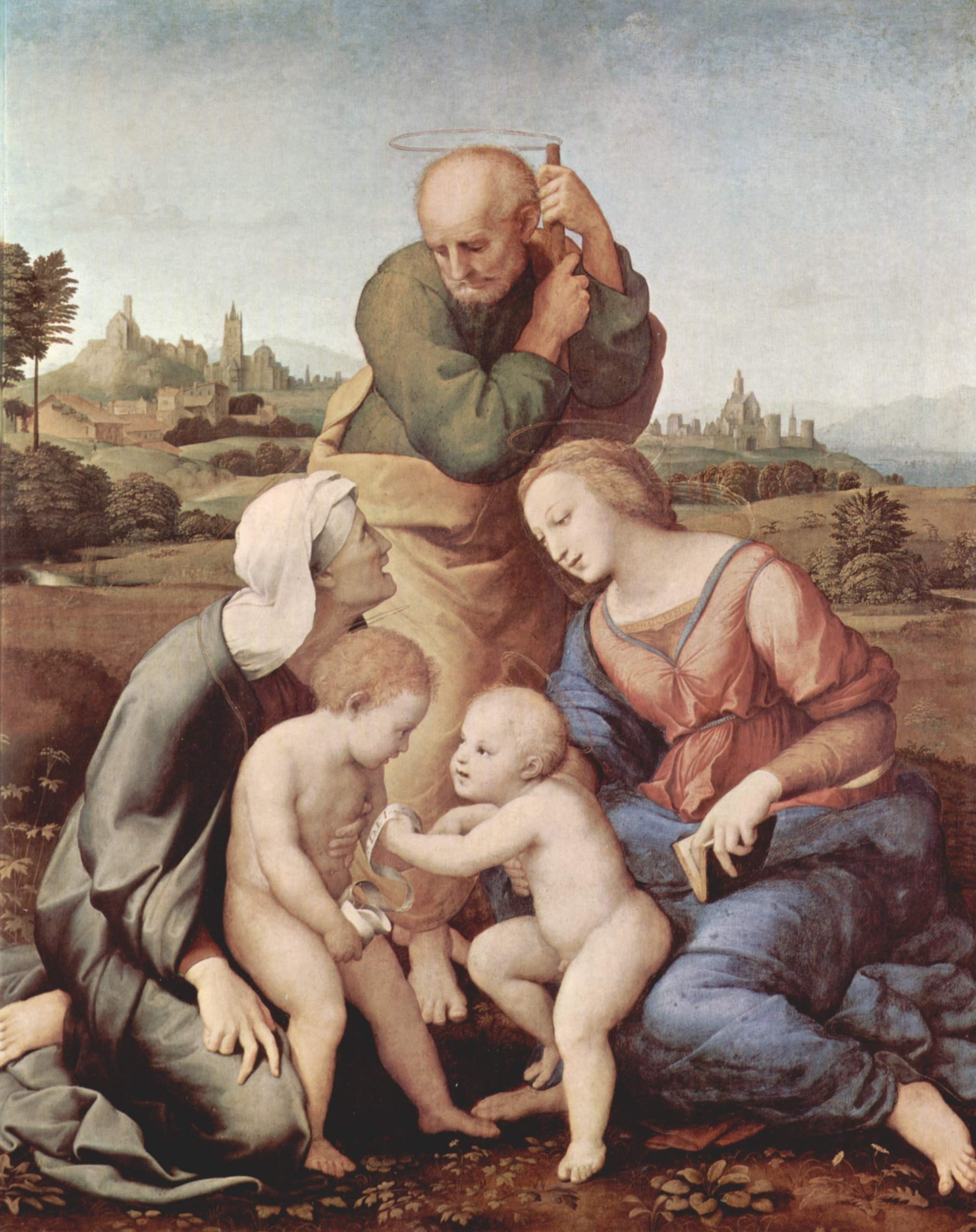
『カニジャーニの聖家族』（ラファエロ、1507年、アルテ・ピナコテーク所蔵）
聖ヨアキム（上） 聖母マリア（右） イエス・キリスト（中央下）聖エリサベツと洗礼者聖ヨハネ（左）（人物の設定には異説あり）
前景に三角形の構図で聖人を描き、後景の大きな領域に風景を配している。

聖家族（せいかぞく、羅: Sacra Familia）は、幼少年時代のイエス・キリストと養父ヨセフ、聖母マリアのことであり、キリスト教美術の主題のひとつであった。
聖家族をモチーフとした作品の創造は、15世紀から17世紀のルネサンス美術・バロック美術において盛んであった。よく描かれたのは『マタイによる福音書』が伝える聖母のエジプト逃避で、旅の途上で休憩するマリア母子が豊かな風景画として描かれた。後の画家は、この画題に幼い洗礼者ヨハネや他の聖人を配した。

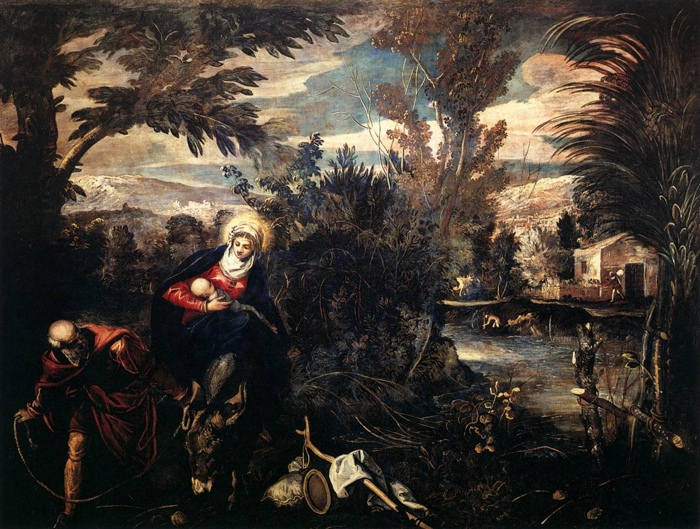
『エジプトへの逃避』（ティントレット、1583-1587年、サンロッコ大信徒会所蔵）

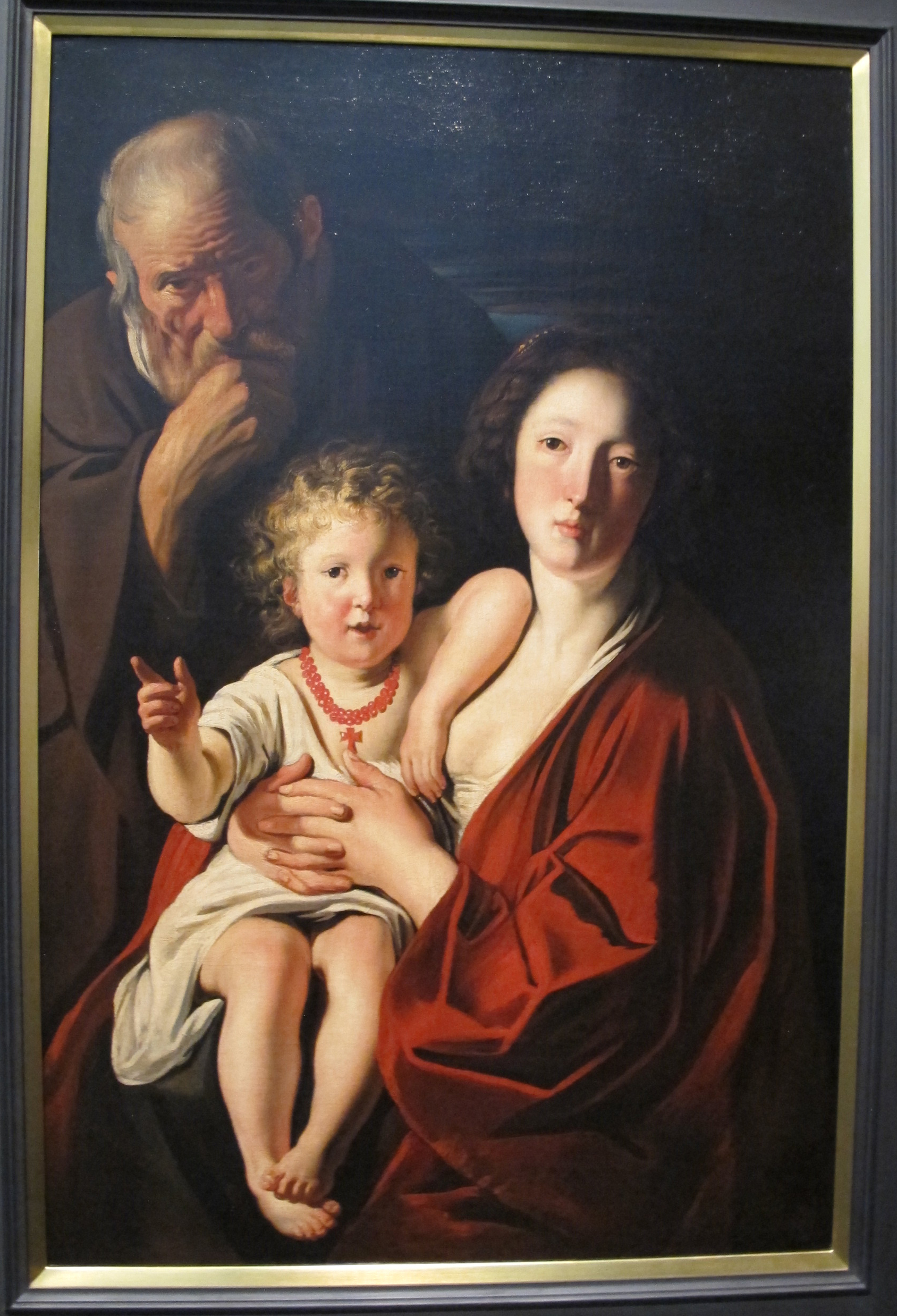
『聖家族』（ヤーコブ・ヨルダーンス、1620年頃）

16世紀のイタリア美術は、フランドル絵画の影響により風景画の技法が発達し、とくに宗教画でその技法が取り入れられた。ティントレットの『エジプトへの逃避』はその影響が強くみられ、背景に神秘的な情感を持たせた作品となっている。